# The Defects
The Defects (en hangul, 아이쇼핑; romanización revisada, Aisyoping; literalmente, «Compras a primera vista») es una serie de televisión surcoreana, un drama de acción y suspenso en ocho capítulos basado en un webtoon de Um Se-yoon y Ryu Ga-myeong, escrito por An So-jung, dirigido por Oh Ki-hwan, y protagonizado por Yum Jung-ah, Won Jin-ah, Choi Young-joon y Kim Jin-young. Se emitirá en el canal ENA del 21 de julio al 12 de agosto de 2025, en horario de lunes y martes a las 22:00 (KST). También estará disponible en la platafroma Genie TV para Corea del Sur.

## Sinopsis
El título original puede entenderse como «compras a primera vista» pero también como «compras de niños». Unos niños abandonados por sus padres adoptivos que lucharon por sobrevivir mientras planean su venganza.

## Reparto

### Principal
- Yum Jung-ah como Kim Se-hee, presidenta de un gran hospital y administradora de la Fundación Médica SH, una fundación benéfica. Aparentemente, es una médica respetada y famosa, pero en realidad, dirige una organización de adopciones ilegales. Tiene la retorcida creencia de que solo los genes superiores deben sobrevivir.[1][2]
- Won Jin-a como Kim A-hyun, la líder y pilar espiritual de los niños sobrevivientes. Fue adoptada y devuelta, pero logró sobrevivir en circunstancias extremas. Ahora se enfrenta a una verdad inesperada mientras lucha desesperadamente por su venganza y supervivencia.[3]
- Choi Young-joon como Woo Tae-sik, un empleado de una organización de adopciones ilegales que rescata y protege en secreto a los niños que fueron devueltos. Tras descubrir la verdad sobre la organización, y sintiéndose culpable por su trabajo con los niños, los protege y les enseña a sobrevivir.[4][5]
- Kim Jin-young como Jung Hyeon, el verdadero operador del negocio de adopción ilegal y un arma humana criada por Se-hee. Es un personaje que obedece al pie de la letra las órdenes de Se-hee y prácticamente dirige la organización.[6][7]

### Secundario
- Oh Seung-jun como Seok-soo, uno de los niños abandonados, que actúa como una valla de protección entre ellos y apoya silenciosamente a Ah-hyun. Fue adoptado por un político que es un potencial candidato a la presidencia del país.[8][9]

- Lee Na-eun como So-mi, una de las niñas abandonadas. A pesar de su doloroso pasado, vive con entusiasmo junto a otros niños y sueña con convertirse en cantante.[10][11]
- Ahn Ji-ho como Joo-an, que de niño fue adoptado por un pastor corrupto en una gran iglesia.[12][13]
- Bae Min-hee como la madre de So-mi.[14]
- Kim Yoo-jun como Eun-jae.[15][16]
- Kim Ji-an como la hija de Kim Se-hee.[17]
- Park Ha-jun.
- Do Yoo como Gyu-tae, el ayudante más cercano a Jung Hyeon, al que acompaña en la búsqueda de niños bajo las órdenes de Kim Se-hee.[18]
- Kang Ji-yong como Choi Si-woo, otro niño adoptado y abandonado porque no era bueno en los estudios.[13]

## Producción
The Defects es una coproducción de Group Eight, que tiene en su haber series como Model Taxi, My ID is Gangnam Beauty y Boys Over Flowers, y Take One Studio, que ha producido anteriormenteYour Honor y L.U.C.A.: The Beginning. Por lo que respecta al canal de emisión, ENA, se trata de la segunda producción dramática, después de Salon de Holmes, que compra como producto terminado, pues lo habitual había sido la producción propia. En abril de 2025 el Grupo KT anunció este cambio de estrategia, pasando de la colaboración vertical entre las filiales centradas en KT Studio Genie a la apertura a colaborar con socios externos para la provisión de contenidos.
La obra es una adaptación del webtoon del mismo título original coreano, escrito por Eom Se-yoon e ilustrado por Ryu Ga-myeong, y que fue serializado en Daum. El webtoon llamó la atención por su historia innovadora, centrada el entorno de agentes de adopción que compran niños abandonados y fijan precios, y que ofrecen incluso un «servicio de reembolsos» si surgen problemas durante la crianza del niño. La obra ganó el premio a la mejor creatividad en los Premios Webtoon del Mercado de Contenido Internacional SPP 2017, y registró más de cincuenta y un millones de vistas.
La guionista es Ahn So-jung, quien declaró acerca de la serie: «es claramente ficción, pero pensé que cosas similares podrían estar sucediendo en la vida real ahora mismo». Uno de sus propósitos fue «expresar las complejas emociones de un personaje cuyo amor propio se antepone al amor materno». Escribió el papel de Kim Se-hee pensando en Yum Jung-ah como su intérprete.
La serie es el primer papel de acción en los diez años de carrera de Won Jin-a, y es el debut del youtuber y personaje televisivo Ahn Ji-ho, conocido en este campo con el nombre de Dex. También representa la vuelta a televisión de Lee Na-eun, que en 2021 se vio envuelta en sospechas de acoso a su compañera del grupo April Lee Hyun-joo y tuvo que abandonar por ello a medio rodaje Model Taxi. El caso se resolvió cuando la persona que había lanzado la acusación admitió haber difundido información falsa, pero desde entonces, salvo dos apariciones fugaces en sendas producciones de SBS, la actriz y cantante se había mantenido alejada del medio televisivo hasta ahora.
El 11 de junio de 2025 ENA confirmó el reparto de actores y la fecha del estreno, y publicó imágenes de la sesión de lectura del guion. El 2 de julio lanzó el cartel principal, con las imágenes en color de los personajes de Yum Jung-ah, Kim Jin-young y Choi Young-jon sobre el fondo en blanco y negro del rostro de Won Jin-a. Al día siguiente se distribuyó el tráiler principal. El 16 se puso en línea un «vídeo destacado» de cuatro minutos. El 17 publicó los cuatro carteles de los personajes protagonistas.

### Banda sonora original
La productora musical Magic Strawberry Sound se hizo cargo de todo el proceso de planificación y producción de la banda sonora de la serie. Se trata de un proyecto novedoso que no se limita al mero suministro de temas musicales, sino que abarca integralmente todo el proceso, desde la selección de artistas y la escritura de las canciones hasta la grabación y el diseño gráfico. El programa prevé el lanzamiento de tres sencillos semanales en las tres primeras semanas, y de una recopilación de toda la música en la última semana.